# اسلانا (آلاسکا)
اسلانا (به انگلیسی: Slana) شهری در ناحیه سرشماری والدز-کوردووا، آلاسکا ایالت آلاسکا است که جمعیت آن در سرشماری سال ۲۰۰۰ میلادی ۱۲۴ نفر بوده‌است.